# Friedrich Cordemann (Schauspieler)
Friedrich Cordemann (3. November 1769 in Fürstenwalde/Spree – zwischen 14. und 20. September 1808 in Kassel) war ein deutscher Theaterschauspieler.

## Leben
Von 1789 bis 1790 spielte er in Berlin unter Carl Theophil Doebbelin, von April 1791 bis Oktober 1793 unter Joseph Seconda und von 1797 bis 1798 in Hamburg unter Friedrich Ludwig Schröder. Danach war er für sieben Jahre am Theater in Weimar tätig. Von dort ging er 1804 mit seinem Sohn Ferdinand Cordemann ab, da Johann Wolfgang von Goethe, damals Theaterleiter, seinen Vertrag wegen seines Benehmens und überhöhten Gagenforderungen nicht verlängerte. Friedrich Schiller vermittelte ihm danach ein Engagement in Breslau. Am 20. November 1807 trug er sich in Carl Maria von Webers Stammbuch ein. In Stuttgart wirkte er 1808. Nach einem Gastauftritt am 21. Februar 1808 wurde er nach Kassel engagiert. Dort verstarb er auch überraschend im Alter von nur 38 Jahren.